# Приложна екология
Приложната екология се занимава с прилагането на екологичните знания на практика, за справяне с екологичните проблеми.
Както екологията, така и приложната екология изучава разпределението, изобилието и взаимодействието между организмите, както и начините, по които те оказват влияние на заобикалящите ги екосистеми. Макар приложната екология да възприема човека като неразривна част от екосистемите, тя обръща силно внимание на начините, по които организмите и екосистемите се влияят от различни дейности.

## Зараждане на науката
През 1997 г. Петър Витоусек и негови колеги публикуват описание на удивителните начини, по които човешката дейност се е превърнала в планетарна сила. Тази както и други статии, които се появяват по същото време (например Лубченко 1998) карат обществото да осъзнае необходимостта от екологични знания, за да се поддържа не само биологичното разнообразие, но и стандарта на човешкия живот.

## Основни направления
- Управление на агроекосистеми
- Опазване на биоразнообразието
- Биотехнологии
- Биологично опазване
- Възстановяване на околната среда
- Управление на хабитати
- Управление на инвазивни видове
- Управление на защитени зони
- Управление на пасища
- Реставрационна екология